# Hässjö församling
Hässjö församling är en församling i Medelpads kontrakt i Härnösands stift. Församlingen ingår i Medelpads norra pastorat och ligger i Timrå kommun i Västernorrlands län, Medelpad.

## Administrativ historik
Församlingen har medeltida ursprung. 1687 utbröts Lögdö bruksförsamling. Denna avskaffades 1932 (enligt beslut den 11 december 1931), och de kyrkobokförda överfördes till Hässjö och Timrå församling efter boningsort.
Församlingen var till 1316 moderförsamling i pastoratet Hässjö och Tynderö, därefter till 1 maj 1920 annexförsamling i Ljustorp, Hässjö och Tynderö. Från 1 maj 1920 till 1932 moderförsamling i pastoratet Hässjö, Tynderö och Lögdö. Lögdö församling återuppgick 1932 och församlingen var därefter moderförsamling i pastoratet Hässjö och Tynderö. Vid en tidpunkt senast 1998 kom också Ljustorps församling att ingå i pastoratet. 1 januari 2025 blev församlingen en del av Medelpads norra pastorat.

## Kyrkor
- Hässjö kyrka
- Lögdö kyrka